# Piacenza Football Club 1991-1992
Questa pagina raccoglie le informazioni riguardanti il Piacenza Football Club nelle competizioni ufficiali della stagione 1991-1992.

## Stagione
Nella stagione 1991-1992 il Piacenza conferma sostanzialmente la squadra che aveva ottenuto in primavera la promozione in Serie B, a partire dall'allenatore Luigi Cagni; dal mercato estivo sono inoltre aggiunti gli acquisti di Davide Pinato, e di Fabrizio Fioretti, del centravanti Antonio De Vitis che sostituisce Giovanni Cornacchini ceduto al Milan. Nel corso della stagione vengono poi acquistati Settimio Lucci e Armando Madonna (che torna a Piacenza dopo tre anni), con l'obiettivo di raggiungere la salvezza: la squadra di Cagni la ottiene nel finale di stagione, anche grazie al contributo delle 17 reti di Antonio De Vitis. Con 36 punti il Piacenza ha chiuso il campionato all'undicesimo posto. Nella Coppa Italia i biancorossi lasciano la manifestazione già al primo turno eliminati nel doppio confronto dal Modena.

## Divisa e sponsor
Il fornitore ufficiale di materiale tecnico per la stagione 1991-92 fu ABM, mentre lo sponsor di maglia fu Cassa di Risparmio di Piacenza e Vigevano.
| Prima divisa | Seconda divisa |

## Organigramma societario
Area direttiva
- Presidente: Leonardo Garilli
- General manager: Mario Quartini
- Segretario: Giovanni Rubini

Area tecnica
- Direttore sportivo: Gian Pietro Marchetti
- Allenatore: Luigi Cagni
- Allenatore in 2ª: Gian Nicola Pinotti
- Preparatore atletico: Alberto Ambrosio

Area sanitaria
- Medico sociale: Augusto Terzi
- Massaggiatore: Romano Mandrini

## Rosa[3]
Sono in corsivo i giocatori che hanno lasciato la società durante la stagione.
| N. |                   | Ruolo | Calciatore         |
| -- | ----------------- | ----- | ------------------ |
|    | Italia (bandiera) | P     | Daniele Bonifacio  |
|    | Italia (bandiera) | P     | Rino Gandini       |
|    | Italia (bandiera) | P     | Davide Pinato      |
|    | Italia (bandiera) | D     | Vincenzo Attrice   |
|    | Italia (bandiera) | D     | Massimo Brioschi   |
|    | Italia (bandiera) | D     | Roberto Chiti      |
|    | Italia (bandiera) | D     | Riki Di Bin        |
|    | Italia (bandiera) | D     | Andrea Di Cintio   |
|    | Italia (bandiera) | D     | Paolo Doni         |
|    | Italia (bandiera) | D     | Settimio Lucci     |
|    | Italia (bandiera) | C     | Giuliano Camporese |
|    | Italia (bandiera) | C     | Guido Di Fabio (C) |

| N. |                   | Ruolo | Calciatore              |
| -- | ----------------- | ----- | ----------------------- |
|    | Italia (bandiera) | C     | Fabrizio Fioretti       |
|    | Italia (bandiera) | C     | Gian Paolo Manighetti   |
|    | Italia (bandiera) | C     | Daniele Moretti         |
|    | Italia (bandiera) | C     | Giorgio Papais          |
|    | Italia (bandiera) | A     | Massimiliano Cappellini |
|    | Italia (bandiera) | A     | Marco D'Eugenio         |
|    | Italia (bandiera) | A     | Antonio De Vitis        |
|    | Italia (bandiera) | A     | Filippo Inzaghi         |
|    | Italia (bandiera) | A     | Armando Madonna         |
|    | Italia (bandiera) | A     | Gianpietro Piovani      |
|    | Italia (bandiera) | A     | Andrea Polmonari        |

## Calciomercato[3]

### Sessione estiva
| Acquisti | Acquisti           | Acquisti   | Acquisti      |
| R.       | Nome               | da         | Modalità      |
| -------- | ------------------ | ---------- | ------------- |
| P        | Davide Pinato      | Atalanta   | prestito      |
| D        | Vincenzo Attrice   | Reggina    |               |
| D        | Massimo Brioschi   | Monza      |               |
| D        | Andrea Di Cintio   | Cosenza    |               |
| C        | Giuliano Camporese | Pergocrema | fine prestito |
| C        | Fabrizio Fioretti  | Pescara    |               |
| A        | Antonio De Vitis   | Udinese    |               |

| Cessioni | Cessioni              | Cessioni   | Cessioni                    |
| R.       | Nome                  | a          | Modalità                    |
| -------- | --------------------- | ---------- | --------------------------- |
| P        | Tiziano Ramon         | Atalanta   |                             |
| D        | Alfonso Bertozzi      | Reggiana   | fine prestito               |
| D        | Giovanni Bozzia       | Casarano   |                             |
| D        | Leonardo Occhipinti   | Solbiatese |                             |
| D        | Fabio Paratici        | Palazzolo  | prestito                    |
| C        | Maurizio Braghin      | Carrarese  |                             |
| C        | Sergio Galeazzi       | Cosenza    | fine prestito               |
| C        | Gian Paolo Manighetti | Bari       | definitivo (1 miliardo ₤)   |
| C        | Luigi Rocca           | Siena      |                             |
| A        | Giovanni Cornacchini  | Milan      | definitivo (1,5 miliardi ₤) |

### Sessione autunnale
| Acquisti | Acquisti              | Acquisti | Acquisti |
| R.       | Nome                  | da       | Modalità |
| -------- | --------------------- | -------- | -------- |
| D        | Settimio Lucci        | Udinese  |          |
| C        | Gian Paolo Manighetti | Bari     | prestito |
| A        | Armando Madonna       | Lazio    | prestito |

| Cessioni | Cessioni           | Cessioni       | Cessioni |
| R.       | Nome               | a              | Modalità |
| -------- | ------------------ | -------------- | -------- |
| C        | Giuliano Camporese | Sambenedettese |          |
| A        | Andrea Polmonari   | Siracusa       |          |

## Risultati

### Campionato

#### Girone di andata
| Arbitro: | Boemo (Cervignano del Friuli) |

|  |           |                         |
|  | Marcatori | 38’ Marta 57’ Simonetta |

| Arbitro: | Dinelli (Lucca) |

|                 |           |              |
| Ermini 57’, 81’ | Marcatori | 10’ De Vitis |

| Arbitro: | Conocchiari (Macerata) |

|                            |           |             |
| Fioretti 9’ Cappellini 51’ | Marcatori | 24’ Cuicchi |

| Modena 22 settembre 1991 4ª giornata | Modena             | 0 – 0 | Piacenza | Stadio Alberto Braglia\| Arbitro: \| Felicani (Bologna) \| |
| Arbitro:                             | Felicani (Bologna) |       |          |                                                            |

| Arbitro: | Bettin (Padova) |

|                           |           |              |
| Fioretti 72’ De Vitis 75’ | Marcatori | 15’ De Sensi |

| Arbitro: | Arena (Ercolano) |

|  |           |             |
|  | Marcatori | 52’ Piovani |

| Arbitro: | Ceccarini (Livorno) |

|  |           |           |
|  | Marcatori | 70’ Villa |

| Arbitro: | Brignoccoli (Ancona) |

|                              |           |  |
| Doni 40’ (aut.) Compagno 56’ | Marcatori |  |

| Arbitro: | Chiesa (Milano) |

|              |           |                                    |
| De Vitis 36’ | Marcatori | 8’ Amarildo 18’ Lerda 48’ Masolini |

| Arbitro: | De Angelis (Civitavecchia) |

|            |           |              |
| Pagano 59’ | Marcatori | 43’ Fioretti |

| Arbitro: | Bazzoli (Merano) |

|                     |           |                                 |
| De Vitis 60’ (rig.) | Marcatori | 69’ Sensini 88’ (aut.) Brioschi |

| Pisa 17 novembre 1991 12ª giornata | Pisa             | 0 – 0 | Piacenza | Stadio Arena Garibaldi\| Arbitro: \| Cardona (Milano) \| |
| Arbitro:                           | Cardona (Milano) |       |          |                                                          |

| Arbitro: | Fucci (Salerno) |

|             |           |  |
| Piovani 54’ | Marcatori |  |

| Arbitro: | Boemo (Cervignano del Friuli) |

|                                         |           |                                 |
| Fermanelli 14’ Suppa 39’ Campilongo 43’ | Marcatori | 13’ Madonna 67’ (rig.) Fioretti |

| Arbitro: | Luci (Firenze) |

|                   |           |  |
| De Vitis 69’, 84’ | Marcatori |  |

| Arbitro: | Rosica (Roma) |

|                        |           |                |
| De Vitis 1’ Papais 84’ | Marcatori | 12’ Ficcadenti |

| Arbitro: | Sguizzato (Verona) |

|                      |           |  |
| 19’ (aut.) Di Cintio | Marcatori |  |

| Piacenza 12 gennaio 1992 18ª giornata | Piacenza        | 0 – 0 | Padova | Stadio Galleana\| Arbitro: \| Dinelli (Lucca) \| |
| Arbitro:                              | Dinelli (Lucca) |       |        |                                                  |

| Taranto 19 gennaio 1992 19ª giornata | Taranto         | 0 – 0 | Piacenza | Stadio Erasmo Iacovone\| Arbitro: \| Chiesa (Milano) \| |
| Arbitro:                             | Chiesa (Milano) |       |          |                                                         |

#### Girone di ritorno
| Arbitro: | Conocchiari (Macerata) |

|                |           |                |
| Di Stefano 83’ | Marcatori | 20’ Cappellini |

| Piacenza 2 febbraio 1992 21ª giornata | Piacenza            | 0 – 0 | Ancona | Stadio Galleana\| Arbitro: \| Scaramuzza (Mestre) \| |
| Arbitro:                              | Scaramuzza (Mestre) |       |        |                                                      |

| Arbitro: | Bettin (Padova) |

|  |           |              |
|  | Marcatori | 64’ De Vitis |

| Arbitro: | Rodomonti (Teramo) |

|                              |           |  |
| Madonna 5’, 88’ De Vitis 60’ | Marcatori |  |

| Arbitro: | De Angelis (Civitavecchia) |

|           |           |                     |
| Modica 5’ | Marcatori | 47’ (rig.) De Vitis |

| Arbitro: | Cinciripini (Ascoli Piceno) |

|             |           |              |
| Piovani 62’ | Marcatori | 22’ P. Poggi |

| Arbitro: | Chiesa (Milano) |

|                        |           |  |
| Detari 43’ Gerolin 93’ | Marcatori |  |

| Arbitro: | Quartuccio (Torre Annunziata) |

|              |           |                     |
| Compagno 57’ | Marcatori | 65’ (rig.) De Vitis |

| Arbitro: | Brignoccoli (Ancona) |

|                          |           |              |
| Pannitteri 4’ Destro 66’ | Marcatori | 38’ Di Fabio |

| Arbitro: | Bettin (Padova) |

|                         |           |                         |
| Madonna 8’ Fioretti 69’ | Marcatori | 22’ Pagano 60’ Sorbello |

| Arbitro: | Boggi (Salerno) |

|                          |           |             |
| Sensini 7’ Marronaro 82’ | Marcatori | 85’ Madonna |

| Arbitro: | Merlino (Torre del Greco) |

|                          |           |                   |
| De Vitis 37’, 45+1’, 59’ | Marcatori | 81’, 92’ Ferrante |

| Arbitro: | F. Baldas (Trieste) |

|                          |           |  |
| Baldieri 60’ Moriero 77’ | Marcatori |  |

| Piacenza 10 maggio 1992 33ª giornata | Piacenza               | 0 – 0 | Casertana | Stadio Galleana\| Arbitro: \| Conocchiari (Macerata) \| |
| Arbitro:                             | Conocchiari (Macerata) |       |           |                                                         |

| Arbitro: | Nicchi (Arezzo) |

|  |           |             |
|  | Marcatori | 15’ Piovani |

| Arbitro: | Fabricatore (Roma) |

|  |           |                              |
|  | Marcatori | 8’, 64’ De Vitis 78’ Piovani |

| Arbitro: | Arena (Ercolano) |

|              |           |           |
| De Vitis 65’ | Marcatori | 7’ Giunta |

| Arbitro: | Rosica (Roma) |

|              |           |                    |
| Montrone 60’ | Marcatori | 38’ (aut.) Murelli |

| Arbitro: | Nicchi (Arezzo) |

|  |           |                 |
|  | Marcatori | 11’ (rig.) Muro |

## Coppa Italia
| Arbitro: | Quartuccio (Torre Annunziata) |

|             |           |  |
| Dionigi 67’ | Marcatori |  |

| Arbitro: | Trentalange (Torino) |

|         |           |               |
| Doni 7’ | Marcatori | 29’ Provitali |

## Statistiche

### Statistiche di squadra[8]
| Competizione | Punti | Totale | Totale | Totale | Totale | Totale | Totale | DR |
| Competizione | Punti | G      | V      | N      | P      | Gf     | Gs     | DR |
| ------------ | ----- | ------ | ------ | ------ | ------ | ------ | ------ | -- |
| Serie B      | 36    | 38     | 11     | 14     | 13     | 37     | 39     | -2 |
| Coppa Italia |       | 2      | 0      | 1      | 1      | 1      | 2      | -1 |
| Totale       |       | 40     | 11     | 15     | 14     | 38     | 41     | -3 |

### Statistiche dei giocatori[3]
| Giocatore     | Serie B  | Serie B | Coppa Italia | Coppa Italia | Totale   | Totale |
| Giocatore     | Presenze | Reti    | Presenze     | Reti         | Presenze | Reti   |
| ------------- | -------- | ------- | ------------ | ------------ | -------- | ------ |
| V. Attrice    | 10       | 0       | 2            | 0            | 12       | 0      |
| M. Brioschi   | 23       | 0       | 0            | 0            | 23       | 0      |
| G. Camporese  | 4        | 0       | 0            | 0            | 4        | 0      |
| M. Cappellini | 22       | 2       | 2            | 0            | 24       | 2      |
| R. Chiti      | 27       | 0       | 2            | 0            | 29       | 0      |
| M. D'Eugenio  | 1        | 0       | 0            | 0            | 1        | 0      |
| A. De Vitis   | 36       | 17      | 0            | 0            | 36       | 17     |
| R. Di Bin     | 32       | 0       | 2            | 0            | 34       | 0      |
| A. Di Cintio  | 29       | 0       | 0            | 0            | 29       | 0      |
| G. Di Fabio   | 31       | 1       | 2            | 0            | 33       | 1      |
| P. Doni       | 28       | 0       | 2            | 1            | 30       | 1      |
| F. Fioretti   | 27       | 5       | 2            | 0            | 29       | 5      |
| R. Gandini    | 11       | -12     | 0            | -0           | 11       | -12    |
| F. Inzaghi    | 2        | 0       | 0            | 0            | 2        | 0      |
| S. Lucci      | 28       | 0       | -            | -            | 28       | 0      |
| A. Madonna    | 27       | 5       | -            | -            | 27       | 5      |
| G. Manighetti | 17       | 0       | -            | -            | 17       | 0      |
| D. Moretti    | 31       | 0       | 2            | 0            | 33       | 0      |
| G. Papais     | 30       | 1       | 2            | 0            | 32       | 1      |
| D. Pinato     | 28       | -27     | 2            | -2           | 30       | -29    |
| G. Piovani    | 37       | 5       | 2            | 0            | 39       | 5      |
| A. Polmonari  | 1        | 0       | 2            | 0            | 3        | 0      |